# 대니 워드
대니얼 워드(Daniel Ward, 1993년 6월 22일, 웨일스 렉섬 ~ )는 웨일스의 축구 선수로 현재 EFL 챔피언십의 렉섬에서 골키퍼로 뛰고 있다.

## 클럽 경력
워드는 렉섬 아카데미 출신이다. 2012년 1월 30일, 리버풀은 약 £100,000의 이적료로 워드를 영입했다.
2015년 3월, 그는 모어캠비로 한 달간 임대되었다. 2015년 6월 23일, 워드는 리버풀과 5년 재계약을 체결하며 2020년까지 클럽에 머물게 되었다.
2016년 1월 10일, 리버풀은 애버딘에서의 임대 계약을 조기 종료하고 워드를 복귀시켰다. 그는 모든 대회에서 13번의 클린시트를 기록하며 팬들에게 깊은 인상을 남겼다. 2016년 7월 11일, 그는 챔피언십 팀인 허더스필드 타운과 한 시즌 임대 계약을 맺었다.
2018년 7월 20일, 워드는 약 1,250만 파운드의 이적료로 프리미어리그의 레스터 시티로 이적하며 4년 계약을 체결했다.